# Wild Wild West (Lied)
Wild Wild West (englisch für „Wilder Wilder Westen“) ist ein Lied des US-amerikanischen Rappers Kool Moe Dee, das im November 1987 erschien. Bekanntheit erlangte das Stück auch durch eine Coverversion des US-amerikanischen Rappers und Schauspielers Will Smith, die im Jahr 1999 als Single zum Nummer-eins-Hit und Millionenseller avancierte.

## Entstehung und Veröffentlichung
Getextet, komponiert und produziert wurde das Lied vom Interpreten Mohandas DeWese (Kool Moe Dee) selbst. Bei der Produktion erhielt er Unterstützung durch Pete Harris, LaVaba Mallison, Bryan New und Teddy Riley.
Die Erstveröffentlichung von Wild Wild West erfolgte am 3. November 1987 bei Jive Records, als Teil von Kool Moe Dees zweiten Studioalbum How Ya Like Me Now (Katalognummer: 1079-4-J). Im April 1988 erschien das Lied als Singleauskopplung aus dem Album. Diese erschien als 7″-Single mit einem Instrumental als B-Seite (Katalognummer: 1086-7-J).

## Chartplatzierungen
| ChartsChartplatzierungen       | Höchstplatzierung | Wochen |
| ------------------------------ | ----------------- | ------ |
| Vereinigte Staaten (Billboard) | 62 (11 Wo.)       | 11     |

## Coverversion von Will Smith, Dru Hill und Kool Moe Dee

### Entstehung und Veröffentlichung
1999 nahm der US-amerikanische Rapper und Schauspieler Will Smith eine Coverversion zu Wild Wild West auf. Unterstützung erhielt er dabei vom Originalinterpreten Kool Moe Dee sowie der US-amerikanischen R&B-Band Dru Hill. Diese Version wurde leicht abgeändert und von Smith selbst sowie den Koauotren George Clinton Jr., William Collins, Robert Fusari, Gregory Jacobs und Walter Morrison geschrieben. Aufgrund der Adaption des Originals ist Kool Moe Dee ebenfalls Urheber des Stücks. Darüber hinaus beinhaltet das Cover ein Sample von Stevie Wonders I Wish (November 1976), deshalb ist Wonder ebenfalls Urheber von Wild Wild West. Fusari zeichnete zudem für die Produktion verantwortlich. Kool Moe Dee sang den Refrain in dieser Version erneut ein, der Begleitgesang wurde von Dru Hill beigesteuert. Die Albumversion wird durch ein kurzes Intermezzo eingeleitet, in dem Smith seinen kleinen Sohn Jaden fragt, welches Lied er als Nächstes spielen soll und Jadens wiederholte nonverbale Antwort als „Wild Wild West“ interpretiert.
Die Erstveröffentlichung von Wild Wild West erfolgte am 15. Juni 1999 bei Interscope Records, als Teil des Soundtracks zum gleichnamigen Film (Katalognummer: 490 344-2). Drei Tage später erschien das Lied als Single durch Columbia Records. Diese erschien unter anderem als 2-Track-CD-Single mit einem Instrumental als B-Seite (Katalognummer: COL 667288 1). Am 15. November desselben Jahres erschien es zudem als Teil von Smiths zweiten Soloalbum Willennium (Katalognummer: Columbia 494939 2), dessen erste Singleauskopplung es ist.

### Musikvideo
Unter der Regie von Paul Hunter enthält das Musikvideo mehrere Dialogsequenzen mit Smith, Kool Moe Dee, Dru Hill und einem Gastauftritt von Stevie Wonder, die mit Ausschnitten aus dem Film unterbrochen werden, in denen die Charaktere des Films zu sehen sind. Auch Salma Hayek tritt in den Dialogsequenzen des Videos als ihre Figur Rita Escobar auf, ebenso wie ein Schauspieler, der Kenneth Branagh und seiner Figur des Dr. Loveless ähnelt. Auch der Latin-Popstar Enrique Iglesias trat in dem Video als Prinz auf. Der Kostar aus Der Prinz von Bel-Air und Stepptänzer Alfonso Ribeiro trat in dem Musikvideo als einer der Tänzer auf. Weitere Gastauftritte sind der Schauspieler Larenz Tate, Shari Headley, die Sängerin/Autorin/Produzentin Babyface und der Rapper MC Lyte.

### Rezeption
Bei den Grammy Awards 2000 wurde das Lied in der Kategorie beste Rap-Solodarbietung nominiert.

### Kommerzieller Erfolg

#### Chartplatzierungen
| ChartsChartplatzierungen       | Höchstplatzierung | Wochen |
| ------------------------------ | ----------------- | ------ |
| Deutschland (GfK)              | 3 (15 Wo.)        | 15     |
| Österreich (Ö3)                | 5 (14 Wo.)        | 14     |
| Schweiz (IFPI)                 | 2 (17 Wo.)        | 17     |
| Vereinigte Staaten (Billboard) | 1 (17 Wo.)        | 17     |
| Vereinigtes Königreich (OCC)   | 2 (19 Wo.)        | 19     |

| ChartsJahrescharts (1999)      | Platzierung |
| ------------------------------ | ----------- |
| Deutschland (GfK)              | 25          |
| Schweiz (IFPI)                 | 9           |
| Vereinigte Staaten (Billboard) | 33          |
| Vereinigtes Königreich (OCC)   | 32          |

#### Auszeichnungen für Musikverkäufe
| Land/Region                  | Auszeichnungen für Musikverkäufe (Land/Region, Auszeichnung, Verkäufe) | Verkäufe  |
| ---------------------------- | ---------------------------------------------------------------------- | --------- |
| Australien (ARIA)            | Gold                                                                   | 35.000    |
| Belgien (BRMA)               | Platin                                                                 | 50.000    |
| Deutschland (BVMI)           | Gold                                                                   | 250.000   |
| Frankreich (SNEP)            | Gold                                                                   | 250.000   |
| Neuseeland (RMNZ)            | Gold                                                                   | 5.000     |
| Norwegen (IFPI)              | Gold                                                                   | 10.000    |
| Schweiz (IFPI)               | Gold                                                                   | 25.000    |
| Vereinigte Staaten (RIAA)    | Gold                                                                   | 500.000   |
| Vereinigtes Königreich (BPI) | Gold                                                                   | 480.000   |
| Insgesamt                    | 8× Gold · 1× Platin ·                                                  | 1.605.000 |

Hauptartikel: Will Smith/Auszeichnungen für Musikverkäufe